# (14994) Uppenkamp
(14994) Uppenkamp (1997 UW18) – planetoida z pasa głównego asteroid okrążająca Słońce w ciągu 6,28 lat w średniej odległości 3,4 j.a. Odkryta 28 października 1997 roku.